# 本荘神社 (岐阜市)
本荘神社（ほんじょうじんじゃ）は、岐阜県岐阜市にある神社。

## 概略
岐阜市本荘地区の産土神とされている。美濃国神名帳の美濃国厚見郡「正六位上楡賀保明神」（にれがほみょうじん）とされている。
元々は1つの神社であったのが3つに分霊されている。本荘神社はその一つである。3つの神社は八雲神社（西ノ荘。現在の岐阜市西荘）、本荘神社（本荘。現在の岐阜市敷島町）、六條神社（三里。現在の岐阜市六条北）であり、それぞれ八岐大蛇の頭、胴体、尾を表すという。
元々は現在地の約3km東北東に鎮座していたという。この地域は平安時代は美濃国厚見郡平田荘といい、長講堂（後白河法皇ゆかりの寺院）の荘園であったという。
1599年（慶長4年）頃、織田信雄により楡賀保明神は3つに分霊され、その中のひとつとして本荘神社が創建される。3つに分霊した理由は、徳川家康と石田三成の対立により岐阜城で戦いが起きると考えたからという。事実そのとおり、関ヶ原の戦いの前哨戦として岐阜城の戦いが発生している。
1873年（明治6年）に郷社となる。
1931年（昭和6年）、稲葉郡本荘村は岐阜市に編入される。このさい、例祭を岐阜まつり（伊奈波神社の例祭）に合わせて4月5日に変更する。
1989年（昭和54年）9月、銀幣社に指定される。
2012年（平成24年）3月、東に「富士山」 西に「出雲大社」 南に「伊勢神宮」 北に「白山」の交点に位置し、四方拝のできる「しあわせ祈願の宮」遙拝所を建立。

## 祭神
- 素盞嗚尊

## 主な祭礼[3]
- 1月1日 - 歳旦祭、四方拝
- 1月14日 - 左義長祭
- 2月17日 - 祈年祭
- 4月5日 - 例祭

八岐大蛇の胴を模した鱗餅が奉納される。長らく途絶えていたが、六條神社（八岐大蛇の尾を模した鱗餅を奉納）を参考にして2006年（平成18年）から復活。
- 7月第一土曜日 - 夏越祭
- 9月最終日曜日 - 奉幣祭

岐阜県神社庁支部長が参向して銀色の幣帛（銀幣）を奉る
- 11月23日 - 新嘗祭
- 12月31日 - 除夜祭
- 毎月第一土曜日 - 月次祭

## 所在地
- 岐阜県岐阜市敷島町9丁目24番地

## 周辺施設
- JR東海道本線
- 岐阜県立岐南工業高等学校
- 岐阜市科学館
- 八ツ草球場

## 交通機関
- 岐阜バス日野市橋線「溝畑」バス停下車、徒歩で約5分。
  - JR岐阜駅バスターミナル7番のりば「西岐阜駅」行きに乗車。
  - 名鉄岐阜のりば3番のりば「西岐阜駅」行きに乗車。
- JR東海道本線 西岐阜駅より東に徒歩で約12分。